# Meng Fulin
Meng Fulin (chinês tradicional:孟富林, setembro de 1933 - 6 de novembro de 2021), foi um político chinês.
Filiou-se ao Partido Comunista da China em 1953. Em 1983, ele atuou como vice-governador do Governo Popular da Província de Anhui. Em 1987, ele atuou como vice-secretário do Comitê Provincial de Anhui do PCC . Em 1993, foi eleito diretor do Comitê Permanente do Congresso Popular da Província de Anhui.